# Biserica Nașterea Maicii Domnului din Cizer

Biserica din Cizer, o prezenţă semnificativă în sat, 2007

Biserica Naşterea Maicii Domnului din Cizer, interior, 2008

Biserica Nașterea Maicii Domnului din Cizer, este lăcașul de cult deținut de comunitatea ortodoxă din satul Cizer, Sălaj, ridicat în jurul anului 1946, de către parohia greco-catolică. Biserica este revendicată în prezent de comunitatea greco-catolică din localitate.

## Istoric
Din istoricul acestei biserici este cuprins în actuala pisanie care, însă, nu face referire deloc la faptul că biserica a fost construită de comunitatea greco-catolică satului, în jurul anului 1946: "Cu vrerea Tatălui, cu ajutorul Fiului și binecuvântarea Sfântului Duh s-a zidit această biserică cu hramul Nașterea Maicii Domnului între anii 1942-1948 prin jertfelnicia bunilor credincioși ai parohiei Cizer. Între anii 1990-1992 a fost tencuit exteriorul, iar pictura în tehnică frescă s-a făcut între anii: 2002-2003 de către Marius Cioran. Aceste lucrări s-au făcut sub păstorirea preotului paroh Anania Pojar și grija prim-curatorului Sabău Aurel, protopop al Șimleului fiind Victor Tăutu. Pomenește-i Doamne în împărăția ta pe toți donatorii care au contribuit la înfrumusețarea Sfântului Lăcaș și trecele numele în cartea nemuririi. Sfințirea s-a făcut de către PS. Petroniu Sălăjanul la data de 8 septembrie 2003."